# Чан Ван Суан
Чан Ван Суа́н (вьет. Trần Văn Xuan, 6 сентября 1934, Сайгон, Французский Индокитай — 3 марта 2009, Хошимин, Вьетнам) — южновьетнамский фехтовальщик. Участник летних Олимпийских игр 1960 и 1964 годов.

## Биография
Чан Ван Суан родился 6 сентября 1934 года в городе Сайгон во Французском Индокитае (сейчас вьетнамский город Хошимин).
Начал заниматься фехтованием во время учёбы в школе. Работал государственным служащим.
В 1960 году вошёл в состав сборной Южного Вьетнама на летних Олимпийских играх в Риме. Выступал в фехтовании во всех индивидуальных турнирах.
В рапире на предварительном этапе занял в группе последнее, 7-е место, проиграв все поединки — Жану Линку из Люксембурга (3:5), Ласло Камути из Венгрии (4:5), Брайану Макковейджу из Австралии (4:5), Хэйдзабуро Окаве из Японии (0:5) и Орвару Линдваллу из Швеции (4:5).
В шпаге на предварительном этапе занял в группе последнее, 6-е место, проиграв все поединки — Йожефу Шаковичу из Венгрии (1:5), Роже Ахтену из Бельгии (2:5), Жозе Феррейре из Португалии (2:5), Каю Чарнецки из Финляндии (2:5) и Хансу Лагерваллу из Швеции (1:5).
В сабле на предварительном этапе занял в группе 6-е место среди 7 участников, проиграл Аллану Квартлеру из США (1:5), Теодоро Гольярди из Уругвая (1:5), Жаку Лефевру из Франции (2:5), Мицуюки Фунамидзу из Японии (4:5) и выиграв у Давида ван Гелдера из Израиля (5:0).
В 1964 году вошёл в состав сборной Южного Вьетнама на летних Олимпийских играх в Токио. Выступал в фехтовании на шпагах и саблях в индивидуальных турнирах.
В шпаге на предварительном этапе занял в группе 7-е место среди 8 участников, проиграв Григорию Криссу из СССР (1:5), Паулю Гнайеру из ОГК (1:5), Хассану Эль-Саиду из Ливана (1:5), Хэйдзабуро Окаве из Японии (3:5), Рене ван ден Дрише из Бельгии (0:5), Майклу Райану из Ирландии (1:5), выиграл у Ива Дрейфуса из Франции (5:2).
В сабле на предварительном этапе занял в группе последнее, 7-е место, проиграв Марку Раките из СССР (1:5), Жаку Лефевру из Франции (2:5), Мицуюки Фунамидзу из Японии (1:5), Дитеру Велльману из ОГК (2:5), Ричарду Олдкорну из Великобритании (2:5) и Бижану Зарнегару из Ирана (2:5).
В 1974 году был судьёй соревнований по фехтованию на летних Азиатских играх в Тегеране.
Умер 3 марта 2009 года в Хошимине.

## Семья
Был женат, вырастил пятерых детей.